# Wojciech Świątkiewicz (socjolog)
Wojciech Krzysztof Świątkiewicz (ur. 2 kwietnia 1951 w Gdańsku) – polski socjolog, profesor nauk humanistycznych, nauczyciel akademicki Uniwersytetu Śląskiego w Katowicach, były prorektor tej uczelni, specjalności naukowe: socjologia kultury, socjologia regionu, socjologia religii, socjologia rodziny.

## Życiorys
Świątkiewicz w 1975 ukończył socjologię kultury na Uniwersytecie Łódzkim. W 1979 obronił doktorat na podstawie pracy Zróżnicowanie społeczne a uczestnictwo w kulturze. Habilitował się w zakresie filozofii i socjologii, przedstawiając książkę Integracja kulturowa i jej społeczne uwarunkowania (1988). Tytuł profesora nauk humanistycznych otrzymał w 1998 na podstawie dorobku naukowego oraz książki Tradycja i wybór. Socjologiczne studium religijności na Górnym Śląsku.
Od 1975 był asystentem w Zakładzie Socjologii Ogólnej Wydziału Nauk Społecznych Uniwersytetu Śląskiego w Katowicach, od 1980 adiunktem, od 1988 docentem, a od 1990 profesorem nadzwyczajnym UŚ. W latach 1988–1991 zastępca dyrektora Instytutu Socjologii ds. dydaktycznych, od 1990 kierownik Zakładu Socjologii Wiedzy; w latach 1998–2002 zastępca dyrektora Międzywydziałowych Indywidualnych Studiów Humanistycznych; 1999–2002 prodziekan Wydziału Nauk Społecznych ds. nauki; 2002–2005 prorektor UŚ ds. dydaktyki; 2008 dyrektor Instytutu Socjologii UŚ. W 2008 zaczął wykładać równolegle na Fakultecie Filozoficznym Uniwersytetu Konstantina Filozofa w Nitrze. Był nauczycielem akademickim Wyższej Szkoły Zarządzania i Nauk Społecznych im. ks. Emila Szramka w Tychach oraz Górnośląskiej Wyższej Szkoły Przedsiębiorczości im. Karola Goduli w Chorzowie.
Członek Komitetu Socjologii Polskiej Akademii Nauk, Centralnej Komisji do Spraw Stopni i Tytułów oraz Uniwersyteckiej Komisji Akredytacyjnej.
Jego zainteresowania naukowe obejmują szczególnie region śląski, problematykę społeczno–kulturowych uwarunkowań wzorów religijności, zwłaszcza religia a tożsamość kulturowa, przekaz wartości religijnych w rodzinie, wzory kulturowe praktyk religijnych, tradycyjna religijność a przemiany religijności współczesnej, rola religii w procesach legitymizacji świata społecznego, religijność w wielkim mieście.
Wypromował 29 doktorów, m.in. Andrzeja Kasperka, Aleksandra Ostrowskiego, Bogumiłę Mika, Grzegorza Mazurkiewicza, Marka Łuczaka, Joannę Wowrzeczka. Napisał ponad 150 artykułów naukowych oraz 20 książek (w tym jako redaktor i współautor).
W 1980 inicjował powstanie NSZZ „Solidarność” na Wydziale Nauk Społecznych UŚ. Był członkiem Komisji Charytatywnej Episkopatu Polski. Wiceprzewodniczący Rady Duszpasterskiej Archidiecezji Katowickiej. Wykładowca na Studium Pracy Socjalnej przy Caritas Archidiecezji. Współinicjator Caritas Academica w Katowicach; członek Rady Parafialnej w parafii św. Andrzeja Boboli w Wirku; wykładowca Studium Licencjackiego przy Wydziale Teologicznym Uniwersytetu Śląskiego. Współzałożyciel Klubu Inteligencji Katolickiej w Katowicach. Członek Rady Społecznej przy Metropolicie Katowickim. Członek Komisji ds. Społecznych II Synodu Archidiecezji Katowickiej.